# ポール・フライシュマン

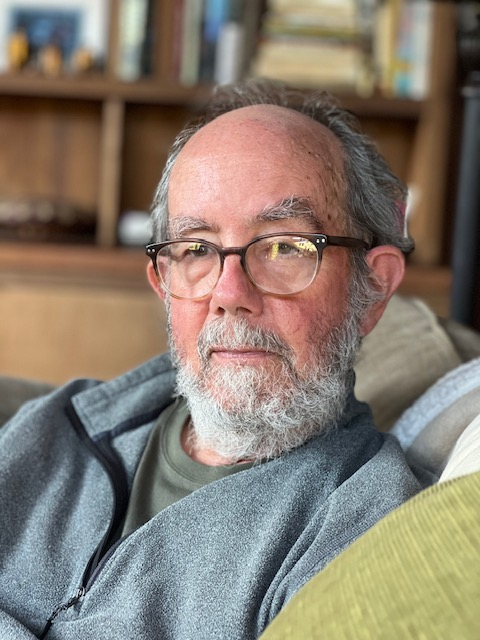
ポール・フライシュマン（2022年）

ポール・フライシュマン（Paul Fleischman、1952年 - ）は、アメリカ合衆国の児童文学作家。

## 経歴と作風
カリフォルニア州モントレー生まれ。同州サンタモニカで育つ。カリフォルニア大学、ニューメキシコ大学に通う。
同じく児童文学作家として著名なシド・フライシュマンの息子だが、父は彼に創作を教えたことは特にないと語っている。その作風はユーモラスな冒険ものを旨とするシド・フライシュマンとは異なり、多彩である。テーマは歴史・音楽・自然科学、形式は詩からサスペンスものまでを書き分け、傾向と対象年齢においても娯楽的な幼年向け作品からシリアスなヤング・アダルトまでを書き分ける。
詩集"Joyful Noise: Poems for Two Voices"（楽しいひびき）で1989年にニューベリー賞受賞。"Bull Run"ではスコット・オデール賞を獲得している。日本には1990年代以降、数作が紹介されている。

## 作品リスト
- The Birthday Tree (1979)
- My Favorite Bunny Baby (1979)
- Half-A-Moon Inn (1980) 『半月館の秘密』
- Graven Images (1982)
- Finzel the Far-Sighted (1983)
- The Animal (1983) 『おとうさんの庭』
- Path of the Pale Horse (1983)
- Phoebe Danger, Detective (1983)
- Coming-and-Going Men (1985)
- I Am Phoenix: Poems for Two Voices (1985)
- Rear-View Mirrors (1986)
- Joyful Noise: Poems for Two Voices (1988)
- Rondo in C (1988)
- Shadow Play (1990)
- Saturnalia (1990)
- The Borning (1991) 『わたしの生まれた部屋』
- Time Train (1991)
- Townsend's Warbler (1992)
- Copier Creations (1993)
- My Only True Love; Yo Mama (1993)
- Bull Run (1993)
- A Fate Totally Worse than Death (1995)
- My Laundry Tastes Like Poo (1995)
- Dateline: Troy (1996)
- Seedfolks (1997) 『種をまく人 (フライシュマン)』
- Whirligig (1998) 『風をつむぐ少年』
- Mind's Eye (1999) 『マインズアイ』
- Weslandia (1999) 『ウェズレーの国』
- Big Talk: Poems for Four Voices (2000)
- Lost: A Story in String (2000)
- Cannibal in the Mirror (2000)
- Seek (2001)
- Breakout (2003)
- Sidewalk Circus (2004)
- For the Love of Chuck Norris (2004)
- Zap (2005)
- I Live Up Your Nose (2007)
- Glass Slipper, Gold Sandal: A Worldwide Cinderella (2007)